# Squidward Tentacles
Squidward Tentacles (Squidward (português europeu) ou Lula Molusco (português brasileiro)) é um personagem fictício da série animada de televisão estadunidense SpongeBob SquarePants. Ele foi projetado pelo biólogo marinho e animador Stephen Hillenburg, sendo dublado em inglês pelo ator Rodger Bumpass desde sua estreia juntamente com a série em 1º de maio de 1999.
O personagem é um polvo antropomórfico, muito embora seu nome possua a palavra "lula" e ele tenha apenas seis tentáculos. Squidward vive em um moai situado entre as residências de SpongeBob e Patrick. O personagem é retratado como mal-humorado, manipulador, pretensioso, cínico e incrivelmente hostil, além de desprezar fortemente seus vizinhos por seu comportamento constantemente irritante e barulhento. No entanto, a dupla não reconhece a antipatia de Squidward com relação a eles, considerando-o um amigo. Squidward trabalha como operador de caixa no restaurante Krusty Krab, onde sua atuação é apática.
O personagem foi positivamente recebido pelos críticos e fãs. Squidward apareceu em muitas publicações, brinquedos e outras mercadorias da série. Além disso, apareceu no longa-metragem de 2004, The SpongeBob SquarePants Movie, e em sua sequência de 2015, The SpongeBob Movie: Sponge Out of Water.

## Papel emSpongeBob SquarePants

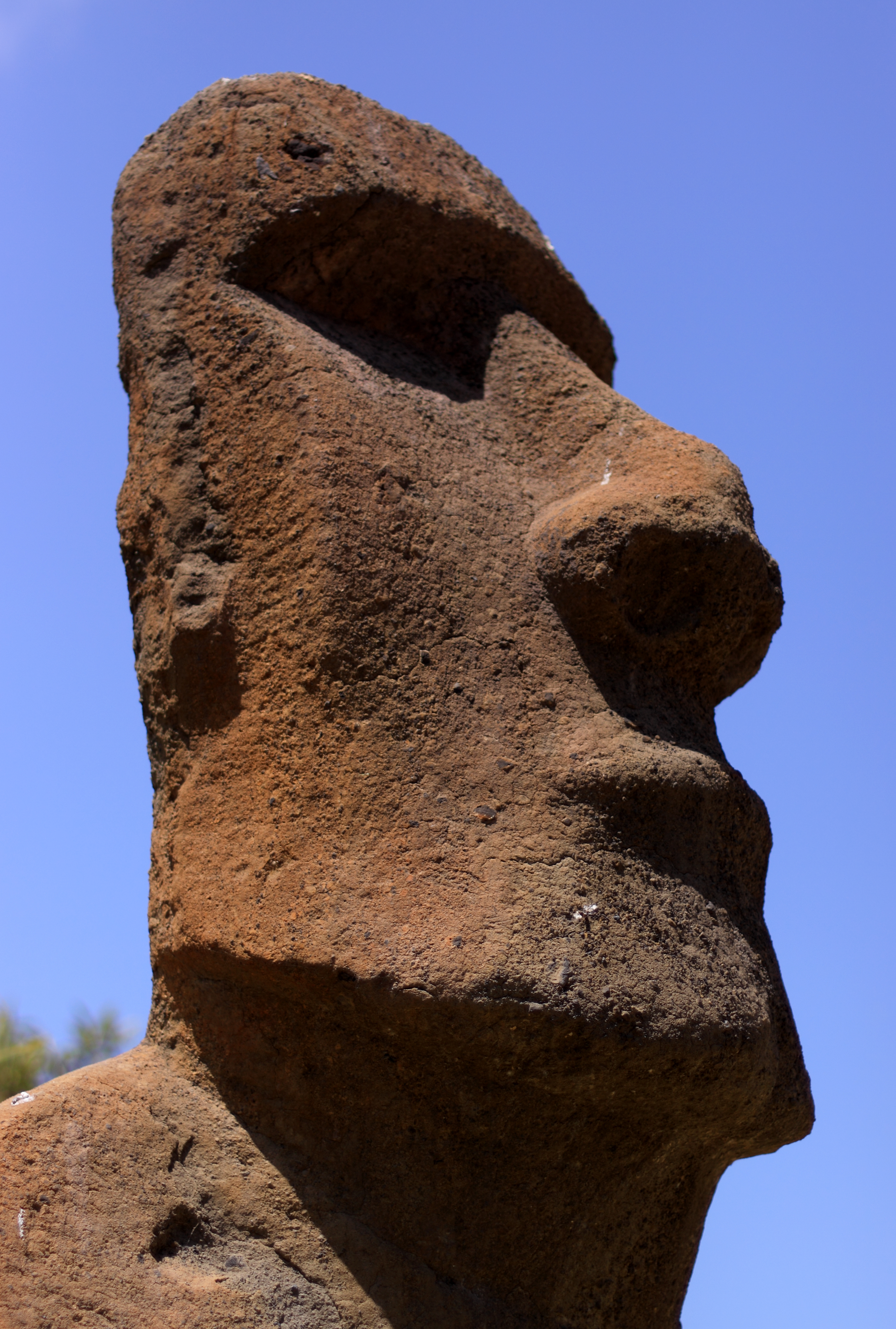
Imagem de um moai.

Squidward é retratado como um polvo de coloração turquesa que é amargo, muito infeliz, desesperado, um pouco deprimido, brusco, arrogante e ocasionalmente egoísta. Ele mora em um moai localizado na cidade subaquática Bikini Bottom e situado entre as residências de SpongeBob e Patrick. Squidward detesta seus vizinhos por causa das risadas perpétuas e do comportamento barulhento. Embora SpongeBob e Patrick não possuam consciência da animosidade de Squidward, consideram-no um amigo. No entanto, existem momentos em que pelo menos um deles fica levemente ciente disso, em especial no episódio "SB-129", quando Patrick suspeitava e começava a acreditar que a aversão era real.
Squidward vive em um constante estado de autopiedade e miséria; insatisfeito com seu estilo de vida, ele anseia por status de celebridade, riqueza, cabelo e uma carreira glamourosa como músico, pintor ou tocador de clarinete. Entretanto, ele possui uma vida simples e trabalha como operador de caixa no restaurante de serviço rápido Krusty Krab. Squidward vive irritado por conta de seu ganancioso chefe e de seu colega de trabalho, SpongeBob.
Squidward anseia pela paz, mas seus desejos continuam em vão. Ele acredita que é talentoso e merece um status social mais elevado, mas a população em geral discorda.

## Desenvolvimento

### Criação edesign
Stephen Hillenburg ficou fascinado com o oceano e começou a desenvolver suas habilidades artísticas quando criança. Durante a faculdade, ele se especializou em biologia marinha e arte. Depois de se formar em 1984, juntou-se ao Ocean Institute, uma organização de educação oceânica, onde ele teve a ideia de criar um livro de quadrinhos intitulado The Intertidal Zone, que o levou à criação de SpongeBob SquarePants. Em 1987, Hillenburg deixou o Instituto para prosseguir uma carreira em animação.

Esboços aproximados de Squidward criados por Stephen Hillenburg.

Vários anos depois de estudar animação experimental no Instituto de Artes da Califórnia, Hillenburg conheceu Joe Murray, criador do seriado Rocko's Modern Life, em um festival de animação. Murray ofereceu a Hillenburg um emprego como diretor da série. Martin Olson, um dos escritores de Rocko's Modern Life, leu The Intertidal Zone e incentivou Hillenburg a criar uma série de televisão com um conceito semelhante. Em princípio, Hillenburg não considerou criar sua própria série, mas logo percebeu que essa era sua chance. Pouco depois do encerramento da produção de Rocko's Modern Life em 1996, Hillenburg começou a desenvolver SpongeBob SquarePants.
Hillenburg usou alguns desenhos de personagens de sua história em quadrinhos. Ele projetou o "mal humorado vizinho de SpongeBob" como um polvo porque a cabeça da espécie é grande; ele disse, "Octopi tem uma cabeça bulbosa muito grande e Squidward acha que ele é um intelectual, então, é claro, ele terá uma cabeça bulbosa muito grande." Hillenburg desenhou Squidward com seis tentáculos porque "realmente era mais simples para a animação desenhá-lo com seis tentáculos em vez de oito". O escritor Vincent Waller disse:
Squidward é difícil de desenhar, ele tem uma cabeça muito estranha. Felizmente, suas emoções são bastante parecidas, mas demonstrar esse tanto de grandes emoções é um desafio. Seu nariz separa tudo ao meio, então é sempre como, 'OK, como eu vou trabalhar isso e ainda fazê-lo ler?'
Algumas declarações conflitantes dadas pelo website oficial de Hillenburg e da Nickelodeon trouxeram algumas dúvidas sobre se o personagem é um polvo ou uma lula. Hillenburg nomeou "Squidward" porque o nome "Octoward", nas palavras do Rodger Bumpass, "simplesmente não funcionou". O som dos passos de Squidward é produzido pela fricção de garrafas de água quente. Os passos, e os demais personagens principais são gravados pela equipe de foley da série. O designer de som Jeff Hutchins disse que os sons de passos "[ajuda] a dizer qual personagem é e em qual superfície eles estão pisando". Bumpass inspirou a ideia de Squidward andar de bicicleta reclinada; o ator possui uma dessas bicicletas, que ele usa ao redor de Burbank. Bumpass descreveu isso como sua "pequena piada interna".

### Voz

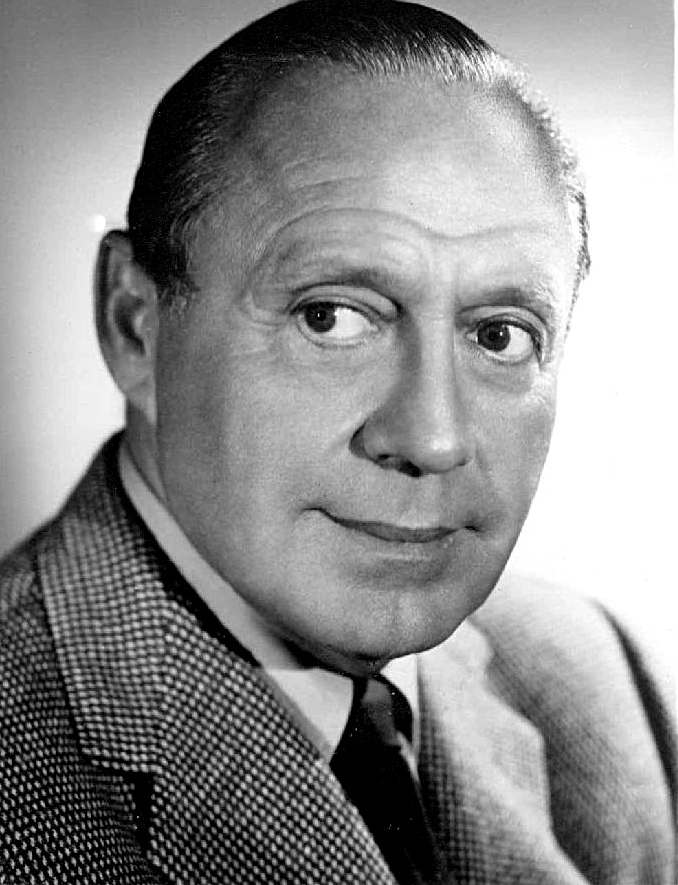
A voz de Squidward foi comparada à do ator Jack Benny.

A voz do personagem é fornecida pelo ator Rodger Bumpass, que também dubla vários outros personagens da série, incluindo a mãe de Squidward. Enquanto criava SpongeBob e escrevia o episódio piloto em 1997, Hillenburg e o então diretor criativo, Derek Drymon, também estavam realizando audições de voz. Douglas Lawrence, que havia trabalhado com Hillenburg e Drymon em Rocko's Modern Life, foi a primeira escolha de Hillenburg para o papel. Hillenburg convidou Lawrence para fazer uma audição para todos os personagens da série. Em vez de Squidward, Hillenburg decidiu dar a Lawrence a parte de Plankton, o vilão da série.
De acordo com Bumpass, Squidward era "um tipo de garoto muito nasal e monótono". Ele disse que o personagem se tornou interessante para a performance por causa de "seu sarcasmo, e em seguida por sua frustração e apoplexia, e então ele se tornou um amplo espectro de emoções". Tom Kenny, que expressa SpongeBob, descreveu Bumpass durante as gravações no estúdio, dizendo: "Eu adoro ver Rodger... Ele está bem próximo a mim". De acordo com Kenny, quando Bumpass "fica apoplético" como Squidward durante a gravação, sua cabeça fica vermelha e "você tem medo de que ele tenha uma embolia".
Diversas das equipes do seriado louvam Bumpass por seu desempenho e similitude ao personagem. Kenny chamou Bumpass de "brilhante" e disse: "[ele] é como um Squidward". O redator Kent Osborne disse: "Lembro-me de pensar sobre o quanto Rodger fala e age como Squidward. Por isso é uma voz tão boa, ele está tão conectado a isso". No entanto, Bumpass disse: "Eu não sou ele e ele não é eu, mas o que eu tenho que fazer por ele e o que sou capaz de fazer por ele é o que o torna como eu. Ele se encaixa muito com meus talentos e habilidades. Bem. Então, a esse respeito, sim, ele é eu, mas eu não sou um tipo irritante, sarcástico e insensível que ele é. Ele é fácil de cair, eu direi isso".
A voz de Squidward foi comparada à de Jack Benny. Kenny disse: "Para mim, há algo tão engraçado sobre esse personagem de Jack-Benny-leal-a-ninguém que Rodger Bumpass faz um excelente trabalho de atuar [...] Squidward". Arthur Brown, autor de Everything I Need to Know, I Learned from Cartoons!, disse que Squidward "parece muito com Jack Benny". Bumpass repudiou a relação, dizendo "Jack Benny, não. Embora ele tenha esse sarcasmo observacional, ele ocasionalmente o levou para fora".

## Recepção
Squidward teve uma recepção positiva pelos críticos e fãs. O ator Tom Kenny, que expressa SpongeBob, nomeou Squidward o seu personagem favorito da série. Segundo o ator: "Ele tem uma dimensão extra, onde a capacidade de jogo de Bob Esponja e Patrick o confunde, mas ele também está com ciúmes. Quando ele tenta participar, ele simplesmente falha completamente porque ele não acredita nisso." O escritor da equipe, Casey Alexander, disse: "Squidward é o personagem com o qual eu mais me identifico. De forma exagerada, ele é o personagem mais humano. Se eu conhecesse um humano como SpongeBob, provavelmente reagiria a ele da mesma forma que Squidward reage." O cantor Pharrell Williams, que diz que é um fã do programa, declarou: "Squidward é o meu favorito. No entanto, se ele fosse humano gostaria de sair com ele."
Bill Treadway do DVD Verdict disse que Squidward é "um cruzamento entre Beto de Sesame Street, Woody Allen e Roger Addison de Mister Ed... mas ele tem algum coração, se você consegue encontrá-lo." Treadway o chamou de "o homem heterossexual para seus vizinhos excêntricos." O crítico de cinema Anthony Oliver Scott do The New York Times disse, em sua revisão de The SpongeBob SquarePants Movie, que Squidward é um dos personagens secundários favoritos da série, ao lado de Sandy e Mrs. Puff. Ele escreveu que "lamentou ao vê-los empurrados para as margens." Além disso, a crítica de televisão do mesmo periódico, Joyce Millman, disse que Squidward tem "a falsidade nasal de Paul Lynde e as pretensões artísticas de Felix Unger". Millman aida escreveu: "Hmmm, Squidward é uma lula gay, eu acho."
"Band Geeks", um episódio da segunda temporada que se concentra em Squidward, muitas vezes é considerado por muitos críticos e fãs como um dos melhores episódios da série. Escrevendo para The Washington Post, Michael Cavna classificou "Banda Geeks" como o quinto melhor episódio da Bob Esponja. Em sua revisão, Cavna disse: "A mistura de aspiração artística de Squidward em face de instigar, humilhação e implacável sub-mediocridade tornou este um episódio infantil que os adultos podem experimentar em todo nível." Em uma nota menos positiva, Squidward foi listado entre os "10 Piores Modelos de Televisão de 2012' da Common Sense Media. O autor Sierra Filucci disse que o egoísmo do personagem é a sua "pior ofensa", chamado o personagem de "o desagradável operador de caixa do Krusty Krab", e acrescentou que "[ele] é bom apenas quando quer algo." No Daytime Emmy Award de 2012, Bumpass foi nomeado na categoria "Melhor Performance em um Programa Animado" por seu desempenho vocal como Squidward — o primeiro membro do elenco a conseguir uma indicação nessa categoria. O prêmio foi conquistado por June Foray (The Garfield Show). Bumpass disse que estava orgulhoso do certificado que recebeu pela indicação, mas disse que "não houve realmente uma competição, porque um dos outros indicados foi June Foray e ela é a realeza no mundo da animação... Não havia nenhuma maneira de nenhum dos outros três ter uma chance. Na verdade, se algum de nós tivesse uma, haveria uma revolta nesse estúdio." Ele disse que estava "feliz em perder para June Foray" e "muito satisfeito e grato por ter uma indicação."

## Em outros meios de comunicação
Squidward vem sendo incluído em vários produtos relacionados com SpongeBob SquarePants, incluindo jogos de tabuleiro, livros, brinquedos de pelúcia e cartões comerciais. Ao lado da série de televisão, o personagem também apareceu em edições de SpongeBob Comics, histórias em quadrinhos que foram publicadas pela primeira vez em fevereiro de 2011; em muitos jogos eletrônicos relacionados à série; parques temáticos como o Sea World; e em alguns desfiles temáticos, incluindo o desfile do Universal Studios Florida. Em 2004, o personagem apareceu na primeira adaptação cinematográfica da série, The SpongeBob SquarePants Movie, que acumulou mais de 140 milhões de dólares em todo o mundo. Posteriormente, ele também apareceu na sequência do filme lançada em 6 de fevereiro de 2015.
Em 2009, o episódio "The Sponge Who Could Fly" foi adaptado como um musical de palco no Teatro Imperial de Liverpool. O ator Charles Brunton interpretou o papel de Squidward e, posteriormente, relembrou sua afeição pelo personagem e a "diversão ao tentar recriar um personagem de desenho animado bem estabelecido em uma performance ao vivo." Brunton preparou-se para o papel comprando nove DVDs da série, e interpretando em seu quarto as aparições de Squidward em cada episódio. Ele disse: "levou anos para aperfeiçoar a voz e a maneira como ele usa seus tentáculos." A performance de Brunton e o musical foram bem recebidos pela crítica. Um crítico do The Public Reviews escreveu: "Charles Brunton como Squidward realmente roubou o show para nós, seu personagem foi pregado na perfeição, de sua atuação, voz e maneirismos cômicos, esta foi uma performance sem falhas." Em sua revisão para o The Northern Echo, Viv Hardwick escreveu: "Charles Brunton faz um convincente Squidward." Posteriormente, o musical foi apresentado na África do Sul e o personagem foi interpretado por Chris van Rensburg.
Em 2012, Squidward tornou-se o centro de uma creepypasta chamada "Squidward's Suicide", que originalmente foi carregada no YouTube, mas imediatamente removida. A história alegava a existência de um episódio perdido da série em que o personagem comete suicídio. O alegado episódio consistia em "estranhos e perturbadores ruídos no fundo" e "rápidos momentos de cenas de crianças mortas e de sangramentos." O responsável do vídeo, Casey Alexander, desmentiu a existência do suposto episódio perdido.